# Ecologia
Ecologia é a especialidade da biologia que estuda o meio ambiente e os seres vivos que vivem nele, ou seja, é o estudo científico da distribuição e abundância dos seres vivos e das interações que determinam a sua distribuição. As interações podem ser entre seres vivos e/ou com o meio ambiente. A palavra "Ökologie" deriva da junção dos termos gregos "oikos", que significa casa, e "logos", que quer dizer "estudo". Foi criada pelo cientista alemão Ernest Haeckel, em 1866, para designar a ciência que estuda as relações entre seres vivos e meio ambiente. No percurso de pouco mais de um século a ecologia transformou-se de modesta disciplina ligada ao campo da biologia para uma variedade de subdisciplinas, que se articularam constantemente, até chegar à base da mais volumosa obra de epistemologia da complexidade, iniciada por Edgar Morin com "Le paradigme perdu: la nature humaine" (O paradigma perdido: a natureza humana), de 1973. Em 1977 este mesmo autor iniciou uma série de 6 volumes sobre epistemologia (La Méthode), concluindo o sexto volume em 2005. Trata-se de uma obra que articula ciências da natureza e ciências sociais humanas com a filosofia.
Ciência ampla e complexa, a Ecologia preocupa-se com o entendimento do funcionamento de toda a natureza. Assim como vários outros campos de estudo da Biologia, ela não é uma ciência isolada. Para entendê-la, é necessário, por exemplo, conhecer um pouco de Evolução, Genética, Biologia Molecular, Fisiologia e Anatomia.
Como matéria pode ser dividida em Autoecologia (é um dos dois grandes ramos em que Schot dividiu a ecologia), Demoecologia e Sinecologia. Entretanto, diversos ramos têm surgido utilizando diversas áreas do conhecimento: Biologia da Conservação, Ecologia da Restauração, Ecologia Numérica, Ecologia Quantitativa, Ecologia Teórica, Macroecologia, Ecofisiologia, Agroecologia, Ecologia da Paisagem. Ainda pode-se dividir a Ecologia em Ecologia Vegetal e  Animal e ainda em Ecologia Terrestre e Aquática.
O meio ambiente afeta os seres vivos não só pelo espaço necessário à sua sobrevivência e reprodução, mas também às suas funções vitais, incluindo o seu comportamento, através do metabolismo. Por essa razão, o meio ambiente e a sua qualidade determinam o número de indivíduos e de espécies que podem viver no mesmo habitat. Por outro lado, os seres vivos também alteram permanentemente o meio ambiente em que vivem. O exemplo mais dramático de alteração do meio ambiente por organismos é a construção dos recifes de coral por minúsculos invertebrados, os pólipos coralinos. As relações entre os seres vivos do ecossistema também influencia na distribuição e abundância deles próprios. Como exemplo, incluem-se a competição pelo espaço, pelo alimento ou por parceiros para a reprodução, a predação de organismos por outros, a simbiose entre diferentes espécies que cooperam para a sua mútua sobrevivência, o comensalismo, o parasitismo e outros.
A maior compreensão dos conceitos ecológicos e da verificação das alterações de vários ecossistemas pelo homem levou ao conceito da Ecologia Humana que estuda as relações entre o homem e a biosfera, principalmente do ponto de vista da manutenção da sua saúde, não só física, mas também social. Com o passar do tempo surgiram também os conceitos de conservação que se impuseram na atuação dos governos, quer através das ações de regulamentação do uso do ambiente natural e das suas espécies, quer através de várias organizações ambientalistas que promovem a disseminação do conhecimento sobre estas interações entre o homem e a biosfera. Há muitas aplicações práticas da ecologia, como a biologia da conservação, gestão de zonas úmidas, gestão de recursos naturais (agricultura, silvicultura e pesca), planejamento da cidade e aplicações na economia.
Maurício Andrés Ribeiro, em sua trilogia intitulada Ecologizar, vol. 1, trata de ecologias e evolução: ele define e apresenta 15 formas de ecologia: ecologia ambiental, ecologia cósmica, ecologia energética, ecologia humana, ecologia mental e da consciência, ecologia cultural e informacional, ecologia do ser, ecologia profunda e ecologia transpessoal, ecologia política, ecologia social, ecologia econômica (também existe a economia ecológica), ecologia urbana, ecologia industrial, ecologia agrária e da paisagem, além da ecologia do cotidiano.

## História

### O Início
A Ecologia tem uma complexa origem, em grande parte devido a sua natureza multidisciplinar.
Os antigos filósofos da Grécia, incluindo Hipócrates e Aristóteles, foram os primeiros a registrar observações sobre história natural. No entanto, os filósofos da Grécia Antiga consideravam a vida como um elemento estático, não existindo a noção de adaptação.  Tópicos mais familiares do contexto moderno, incluindo cadeias alimentares, regulação populacional e produtividade, não foram desenvolvidos antes de 1700. Os primeiros trabalhos foram do microscopista Antoni van Leeuwenhoek (1632–1723)  e do botânico Richard Bradley(1688-1732). O biogeógrafo Alexander von Humboldt (1769–1859) foi outro pioneiro do pensamento ecológico, um dos primeiros a reconhecer gradientes ecológicos e fazer alusão às relações entre espécies e área.
No início do século XX, a ecologia foi uma forma analítica de história natural. Seguindo a tradição de Aristóteles, a natureza descritiva da história natural examina a interação dos organismos com o seu meio ambiente e suas comunidades. Historiadores naturais, incluindo James Hutton e Jean-Baptiste de Lamarck, contribuíram com obras significativas que lançaram as bases das modernas ciências ecológicas. O termo  "ecologia" é de origem mais antiga, de meados do século XIX,  e foi escrito pelo biólogo alemão Ernst Haeckel no seu livro  Generelle Morphologie der Organismen (1866). Haeckel foi um zoólogo, artista, escritor e professor de anatomia comparada.

Por ecologia entendemos o corpo de conhecimentos sobre a economia da natureza, da investigação das relações totais dos animais com o ambiente inorgânico e orgânico; incluindo, sobretudo, suas relações amigáveis e hostis com aqueles animais e plantas com as quais entram diretamente ou indiretamente em contato – em uma palavra, ecologia é o estudo de todas as complexas inter-relações referidas por Darwin como as condições da luta pela existência.

Definição de Haeckel citado em Esbjorn-Hargens:6
As opiniões divergem sobre quem foi o fundador da teoria ecológica moderna. Alguns marcam a definição de Haeckel como o início, outros atribuem a Eugenius Warming com a escrita de Oecology of Plants: An Introduction to the Study of Plant Communities (1895). A ecologia pode também ter começado com Carl Linnaeus, principal pesquisador da economia da natureza no início do século XVIII. Ele fundou um ramo de estudo ecológico que chamou de economia da natureza. Os trabalhos de Linnaeus influenciaram Darwin no The Origin of Species onde adota a frase de Linnaues  economia ou política da natureza. Linnaeus foi o primeiro a enquadrar o equilíbrio da natureza, como uma hipótese testável. Haeckel, que admirava o trabalho de Darwin, definiu ecologia com base na economia da natureza, o que levou alguns a questionar se a ecologia é sinônimo dos conceitos de Linnaues para a economia da natureza.
A síntese moderna da ecologia é uma ciência jovem, que substancial atenção formal no final do século XIX e tornando se ainda mais popular durante os movimentos ambientais da década de 1960, embora muitas observações, interpretações e descobertas relacionadas a ecologia estendem-se desde o início dos estudos da história natural. Por exemplo, o conceito de balanço ou regulação da natureza pode ser rastreado até Herodotos (morto em 425 ac.), que descreveu mutualismo no Rio Nilo, quando crocodilos abrem a boca permitindo escolopacídeos remover sanguessugas.
Contribuições mais ampla para o desenvolvimento histórico das ciências ecológicas, Aristóteles é considerado um dos primeiros naturalistas que teve um papel influente no desenvolvimento filosófico das ciências ecológicas. Um dos alunos de Aristóteles, Teofrasto, fez observações ecológicas sobre plantas e postulava uma postura filosófica sobre as relações autônomas entre as plantas e seu ambiente, que está mais na linha com o pensamento ecológico moderno. Tanto Aristóteles e Teofrasto fizeram observações detalhadas sobre as migrações de plantas e animais, biogeografia, fisiologia e seus hábitos no que poderia ser considerado um análogo do nicho ecológico moderno. Hipócrates, outro filósofo grego, também é creditado com referência a temas ecológicos em seus primeiros desenvolvimentos.

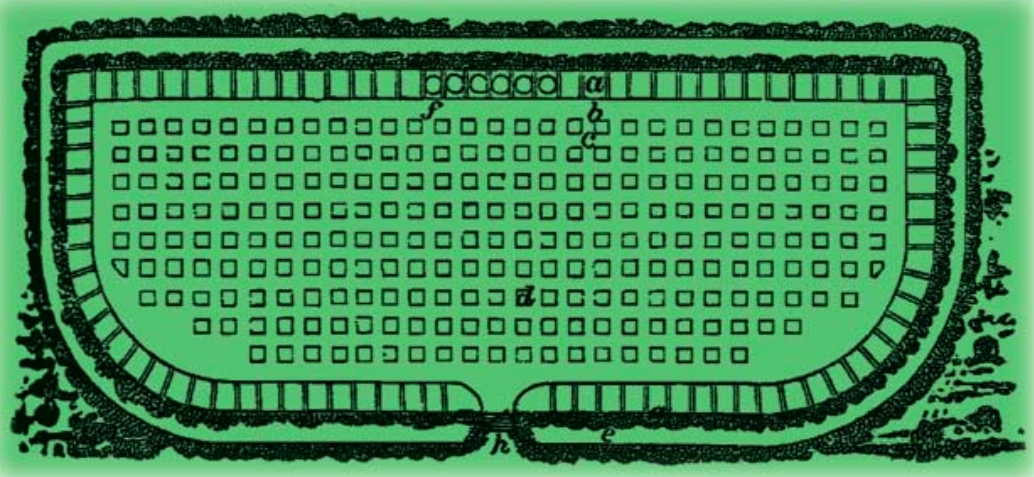
O layout do primeiro experimento ecológico, observado por Charles Darwin em The Origin of Species, este for realizado em um jardim de grama em Woburn Abbey em 1817. O experimento estudou o desempenho de diferentes misturas de espécies plantadas em diferentes tipos de solo.

De Aristóteles a Darwin o mundo natural foi predominantemente considerado estático e sem mudanças desde criação original. Antes do livro The Origin of Species teve pouca valorização ou entendimento das dinâmicas relações entre os organismos e suas adaptações e modificações relacionadas ao meio ambiente. Enquanto Charles Darwin é o mais conhecido por seus trabalhos em evolução, ele é também um dos fundadores de ecologia de solo. Em The Origin of Species Darwin faz nota a o primeiro experimento ecológico publicado em 1816. Na ciência que antecederam a Darwin a noção de evolução das espécies foi ganhando apoio popular. Este paradigma científico mudou a maneira que os pesquisadores se aproximaram das ciências ecológicas.

### No século XX
Alguns sugerem que o primeiro texto ecológico (Natural History of Selborne) foi publicado em 1789, por Gilbert White (1720–1793). O primeiro livro ecológico da América foi publicado em 1905 por Frederic Edward Clements. No livro, Clements passa a ideia que as comunidades de plantas são como superorganismos. Essa publicação lança o debate entre o holismo ecológico e individualismo que durou até a década de 1970. O conceito de Clements para superorganismo propõe que os ecossistemas progridem por um regulado e determinado estágio de desenvolvimento, análogo aos estágios de desenvolvimento de um organismo, cujas partes funcionam para manter a integridade do todo. O paradigma de Clements foi desafiado por Henry Gleason. De acordo com Gleason, comunidades ecológicas se desenvolvem a partir da associação única de organismos individuais. Essa mudança de percepção colocado o foco para as histórias de vida de organismos individuais e como isso se relaciona com o desenvolvimento de comunidades.
A teoria de superorganismo de Clements não foi completamente rejeitada, mas alguns sugerem que ela foi uma aplicação além do limite do holismo. Holismo continua a ser uma parte crítica da fundamentação teórica contemporânea em estudos ecológicos. Foi primeiro introduzido em 1926 por uma polarizada figura histórica, um general da África do Sul chamado Jan Christian Smuts. Smuts foi inspirado pela teoria de superorganismo de Clements e desenvolveu e publicou o conceito de holismo, que contrasta com a visão política do seu pai sobre o Apartheid . Quase ao mesmo tempo, Charles Elton pioneiro no conceito de cadeias alimentares no livro "Animal Ecology". Elton definiu relações ecológicas usando conceitos de cadeias alimentares, ciclos de alimentos, o tamanho de alimentos, e descreveu as relações numéricas entre os diferentes grupos funcionais e suas relativas abundâncias.  'Ciclos alimentares' foram substituídos por 'teias tróficas `em posteriores textos ecológicos.
A Ecologia desenvolveu-se em muitas nações, incluindo na Rússia com Vladimir Vernadsky que fundou o conceito de biosfera na década de 1920 ou Japão com Kinji Imanishi e seu conceito de harmonia na natureza e segregação de habitat na década de 1950. O reconhecimento científico ou a importância das contribuições para a ecologia de outras culturas é dificultada por barreiras linguísticas e de tradução.

## Níveis de organização, âmbito e escala da organização

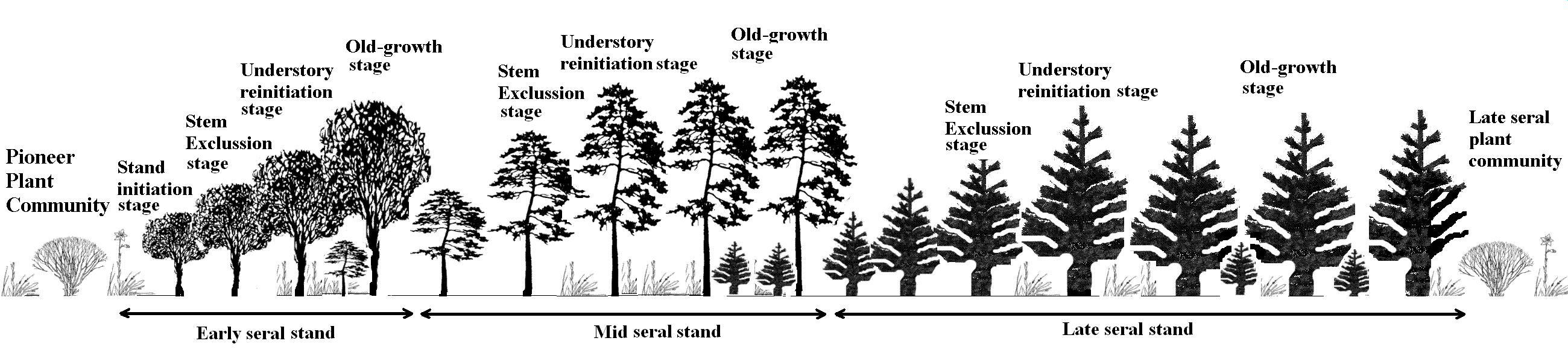
Regeneração do ecossistema depois de perturbação como fogo, formando estrutura de mosaicos de diferentes idades na paisagem. Na figura estão diferentes estágios de ecossistemas florestais, iniciando de colonização pioneira em um local perturbado e maturando nos estágios sucessionais levando para uma floresta madura.

Como ecologia lida sempre com ecossistemas em mudança, por isso, tempo e espaço devem ser levados em conta quando são descritos fenômenos ecológicos. No que diz respeito ao tempo, pode levar milhares de anos para um processo ecológico amadurecer. O tempo de vida de uma árvore, por exemplo, pode passar através de diferentes estágios sucessionais até atingir a maturidade de uma floresta. O processo ecológico ainda é estendido mais ao longo do tempo até a arvore cair e decompor.
Ecossistemas são também classificados em diferentes escalas espaciais. A área de um ecossistema pode variar muito, de muito pequeno a muito vasto.
Por exemplo, várias gerações de um pulgão e seus predadores podem existir sobre uma única folha, e dentro de cada um destes pulgões podem existir diversas comunidades de bactérias. A escalada do estudo deve ser muito ampla para estudar árvores de uma floresta, onde vivem pulgões e bactérias. Para entender o crescimento das arvores, por exemplo, o tipo de solo, umidade, inclinação do terreno, abertura do dossel e outras variáveis locais devem ser examinadas. Para entender a ecologia de uma floresta, complexos fatores locais, como clima também devem ser levados em conta.
Estudos ecológicos de longo prazo promovem importantes registros para entender melhor os ecossistemas no espaço e no tempo. O International Long Term Ecological Network gerencia e faz intercambio de  informação entre locais de pesquisas. O mais longo experimento existente é o Park Grass Experiment que início em 1856. Outro exemplo inclui o Hubbard Brook Experimental Forest em operação desde 1960. Em ecologia também é complicado o fato de que os padrões de pequena escala não necessariamente explicam os fenômenos de grande escala. Estes fenômenos operam em diferentes escalas no ambiente, que vão desde a escala molecular a escala planetaria, e requerem diferentes conjuntos de explicação.
Para estruturar o estudo da ecologia em um quadro de entendimento o mundo biológico é conceitualmente organizado em uma estrutura hierárquica, variando de uma escala de genes, para células, tecidos, órgãos, organismos, espécies, até o nível de biosfera. Ecossistemas são primeiramente pesquisados em seus principais níveis de organização, incluindo (1)organismos, (2) populações e (3) comunidades. Ecólogos estudam ecossistemas por amostragem de um certo número de indivíduos que representam uma população. Os ecossistemas consistem nas comunidades que entre elas e com o meio ambiente. E em ecologia, comunidades são criadas por interação de populações de diferentes espécies de uma área.

### Biodiversidade
Biodiversidade é um atributo de um local ou área que consiste na variedade dentro e entre comunidades bióticas, influenciadas ou não por seres humanos, em qualquer escala espacial de microhabitats a manchas de habitats, para toda a biosfera.
:745

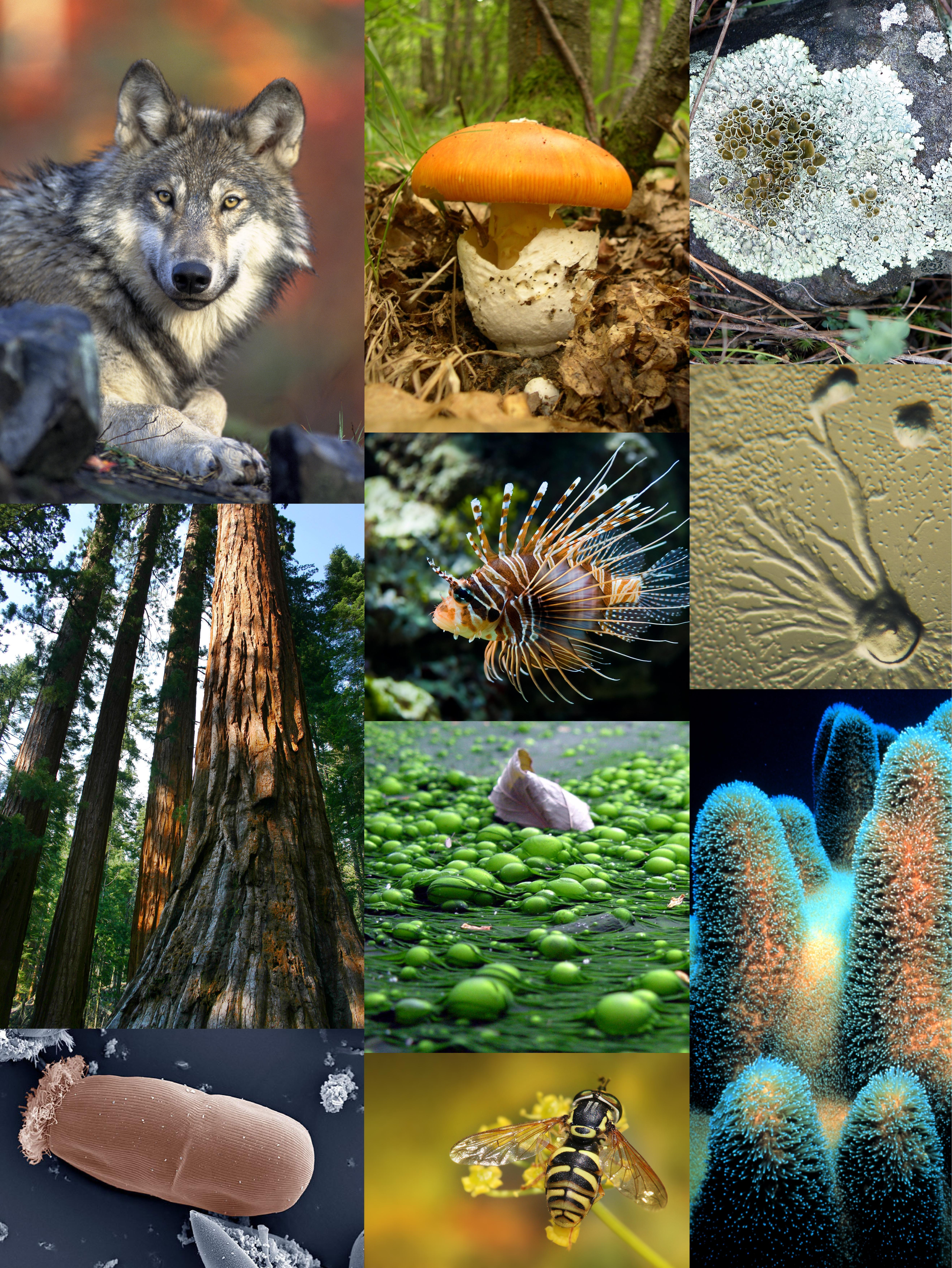
Exemplo da grande diversidade de espécies encontrada no nosso planeta

Biodiversidade é simplesmente a forma resumida para a diversidade biológica. Biodiversidade descreve todas as variantes da vida de genes a ecossistemas, e é uma área complexa que abrange todos os níveis biológicos de organização. Há muitos índices, maneiras para medir e representar a biodiversidade. Biodiversidade inclui diversidade de espécies, diversidade de ecossistemas, diversidade genética e os complexos processos que operam entre esses diversos níveis. Biodiversidade executa um importante papel na saúde ecológica, quanto na saúde dos humanos. Prevenindo ou priorizando a extinção das espécies é uma maneira de preservar a biodiversidade, nas populações, a diversidade genética entre elas e os processos ecológicos, como migração, que estão sendo ameaçados em escala global e desaparecendo rapidamente. Prioridades de conservação e técnicas de gestão requerem diferentes abordagens e considerações para abordar toda gama ecológica da biodiversidade. População e migração de espécies, por exemplo, são os mais sensíveis indicadores de serviços ecológicos que sustentam e contribuem para o capital natural e para o "bem estar" do ecossistema. O entendimento da biodiversidade tem uma aplicação pratica para o planejamento da conservação dos ecossistemas, para tomar decisões ecologicamente responsáveis nas gestão de empresas de consultoria, governos e empresas.

### Nicho Ecológico

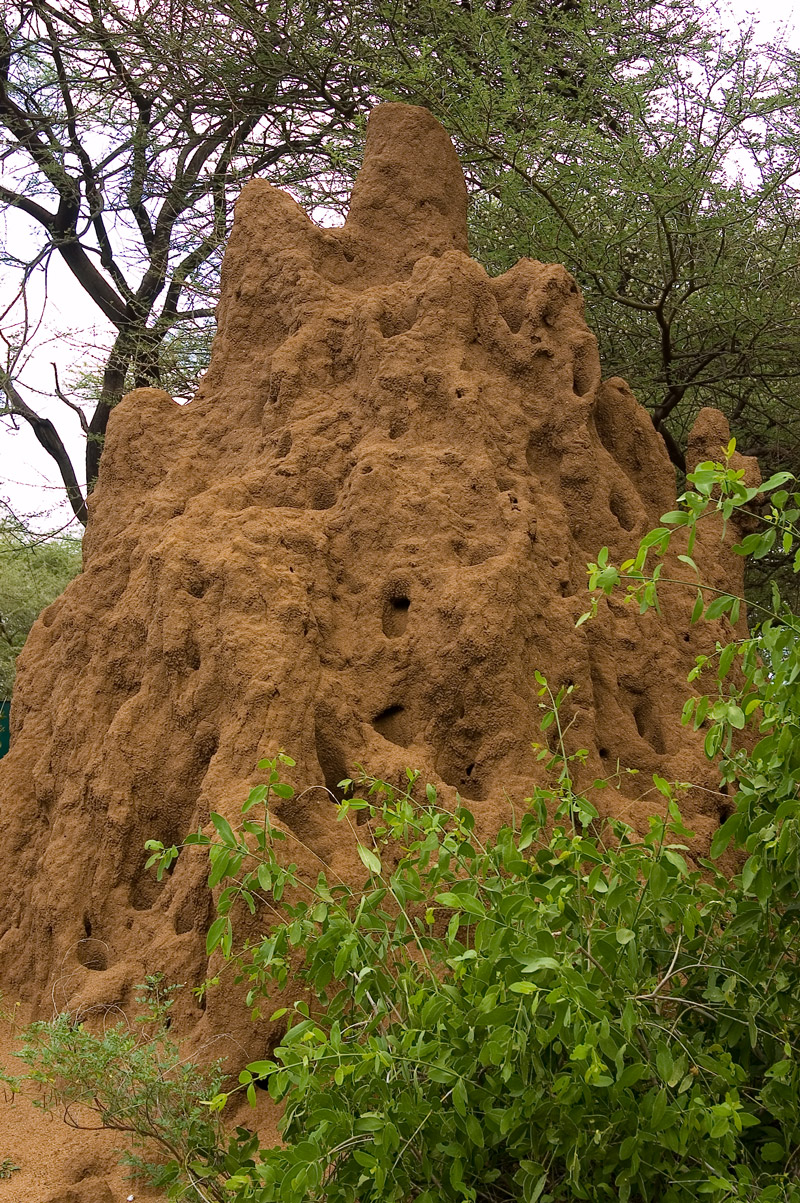
Monte de Cupim com grande variedades de chaminés que regulam a troca de gases, temperatura e outros parâmetros ambientais que são necessários para sustentar a fisiologia interna da colônia inteira.

O nicho ecológico é um conceito central na ecologia de organismos. São muitos as definições do nicho ecológico desde 1917, mas George Evelyn Hutchinson fez um avanço conceitual em 1957 e introduziu a definição mais amplamente aceita: "O nicho é o grupo de condições bióticas e abióticas nas quais uma espécie é capaz de persistir e manter estável o tamanho da população." :519 O nicho ecológico é dividido em nicho fundamental e nicho efetivo.  O nicho fundamental é o grupo de condições ambientais sobre qual uma espécie é apta a persistir. O nicho efetivo é o grupo de condições ambientais ótimas sobre a qual uma espécie é apta a persistir. Organismos tem traços fundamentais que são excepcionalmentes adaptados ao nicho ecológico. Um traço é uma propriedade mensurável  do organismo que fortemente influencia sua performance. Padrões biogeográficos e escalas de distribuição são explicados e previstos  através do conhecimento e compreensão das exigências do nicho da espécie. Por exemplo, a adaptação natural de cada espécie no seu nicho ecológico significa que ela é apta para excluir competitivamente outras espécies similarmente adaptada que tem uma escala geográfica de sobreposição. Isso é chamado de princípio de exclusão competitiva Importante do conceito do nicho é o habitat. O habitat é o ambiente sobre a qual uma espécies sabemos que ocorre e o tipo de comunidade que é formada como resultado. Por exemplo, habitat pode se referia a um ambiente aquático ou terrestre que pode ser categorizado como ecossistemas de montanha ou Alpes.

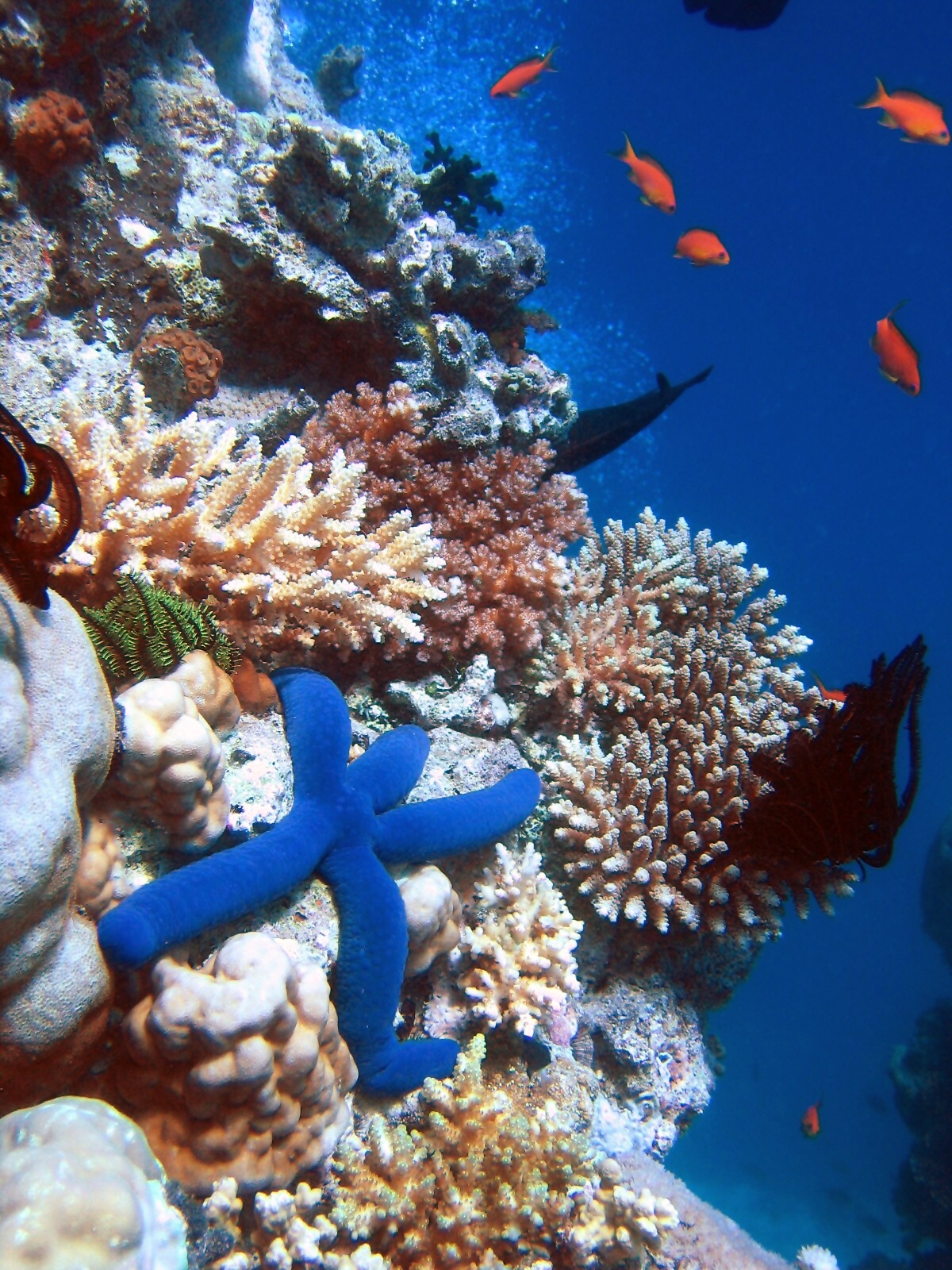
Biodiversidade de um recife de corais. Corais adaptam e modificam seu ambiente pela formação de esqueleto de carbonato de cálcio que fornecem condições de crescimento para futuras gerações e formam habitat para muitas outras espécies.

Organismos são sujeitos a pressões ambientais, mas eles também podem modificar seus habitats. O feedback positivo entre organismos e seu ambiente pode modificar as condições em uma escala local ou global (Ver Hipótese Gaia) e muitas vezes até mesmo após a morte do organismo, como por exemplo deposição de esqueletos de sílica ou calcário por organismos marinhos. Este processo de engenharia de ecossistemas também pode ser chamado de construção de nicho. Engenheiro de ecossistemas são definidos como:”...organismos que diretamente ou indiretamente modulam a disponibilidade de recursos para outras espécies, causando mudanças nos estados físicos nos matérias bióticos ou abióticos. Assim eles modificam, mantem e criam habitats.":373
O conceito de engenharia ecológica foi estimulado por uma nova apreciação do grau de influencia que os organismos tem no ecossistemas e no processo evolutivo. O conceito de construção de nicho destaca um prévio subvalorizado mecanismo de feedback na seleção natural transmitindo forças no nicho abiótico.  Um exemplo de seleção natural através de engenharia de ecossistemas ocorre em nichos de insetos sociais, incluindo formigas, abelhas, vespas e cupins. Lá é uma emergência de homeostase na estrutura do nicho que regula, mantém e defende a fisiologia no interior da colônia. Montes de cupins, por exemplo, mantém uma temperatura interna constante através de chaminés de ar condicionado. A estrutura dos nichos é sujeita as forças da seleção natural. Além disso, o nicho pode sobreviver a sucessivas gerações, o que significa que os organismos herdam o material genético e um nicho, que foi construído antes do seu tempo.

### Ecologia de populações
A população é a unidade de analise da ecologia de populações. Uma população consiste nos indivíduos  de uma mesma espécie que vivem, interagem e migram através do mesmo nicho e habitat . Uma primárias lei da ecologia de populações é a Teoria Populacional Malthusiana. Este modelo prevê que: "...uma população pode crescer (ou declinar) exponencialmente enquanto o ambiente experimentado por todos os indivíduos da população se mantém constante..." :18
Esta premissa Malthusiana fornece a base para a formulação de teorias preditivas e testes que se seguem. Modelagens simples de populações usualmente começam com quatro variáveis incluído nascimento, morte, imigração e emigração. Modelos matemáticos são usados para calcular a mudança demográfica na população usando modelos nulos. Um modelo nulo é usado como uma hipótese nula para os testes estatísticos. A hipótese nula parte da pressuposto que processos aleatórios criam os padrões observados. Alternativamente o padrão observado difere significantemente do modelo aleatório e exige mais explicação. Modelos podem ser matematicamente complexos quando “...varias hipóteses competitivas são simultaneamente confrontadas com os dados." Um exemplo de um modelo introdutório de população descreve uma população fechada, como em uma ilha, onde a imigração e emigração não ocorre. Nestes modelos de ilha as taxas per capita de variação são descritos como:
{\displaystyle dN/dT=B-D=bN-dN=(b-d)N=rN},
onde  N é o número total de indivíduos na população, B é o número de nascimentos, D é o número de mortos, b e d são as taxas per capita de nascimento e morte respectivamente, e r é a taxa per capita de mudança populacional. Esta formula pode ser lida como a taxa de mudança na população  (dN/dT) é igual aos nascimentos menos as mortes (B - D).
Usando estas técnicas de modelagem, os modelo de crescimento populacional de  Malthus`s foi mais tarde transformado em um modelo conhecido como a equação logística:
{\displaystyle dN/dT=aN(1-N/K)},
onde N é o número de indivíduos medidos como densidade de biomassa, a é a taxa per capita máxima de mudança, e K é a capacidade de suporte da população. A formula pode ser lida assim, a taxa de mudança na população (dN/dT) é igual ao crescimento (aN) que é limitado pela capacidade de suporte (1-N/K). A disciplina de ecologia de populações baseia-se estes modelos introdutórios para entender os processos demográficos em populações real e conduz testes de hipóteses estatísticos. O campo da ecologia populacional, muitas vezes utiliza os dados sobre história de vida e álgebra matricial para desenvolver matrizes de projeção em fecundidade e sobrevivência. Esta informação é usada para o gerenciamento de estoques da vida selvagem e fixação de quotas de colheita.
| Uma lista de termos que define vários tipos de agrupamentos naturais de indivíduos que são usados no estudo das populações. | Uma lista de termos que define vários tipos de agrupamentos naturais de indivíduos que são usados no estudo das populações.                                                                            |
| Termos | Definições |
| --- | --- |
| Populações de espécies | Todos os indivíduos de uma espécie. |
| Metapopulação | Um conjunto de populações desjuntas, entre as quais ocorre migração. |
| População | Um grupo de coespecíficos indivíduos que são demograficamente, geneticamente, ou espacialmente separadas de outros grupos de indivíduos.                                                               |
| Agregação | Um agrupamento espacial de grupos de indivíduos. |
| Deme | Um grupo de indivíduos que são mais geneticamente similares do que outros indivíduos, usualmente com algum grau de isolamento espacial também.                                                         |
| População local | Um grupo de indivíduos dentro de uma pequena área delimitada, menos que a distribuição geográfica da espécie, muitas vezes dentro de uma população. A população local pode ser uma população desjunta. |
| Subpopulação | Um subconjunto de indivíduos de uma população arbitrariamente delimitado espacialmente. |

As populações são também estudadas através do conceito de metapopulações.

### Ecologia de metapopulações
O conceito de metapopulação foi introduzido em 1969:"como uma população de populações que vai se extinguindo e recolonizando localmente.":105 Ecologia de metapopulações é uma abordagem estatística que é frequentemente usada na biologia da conservação. A pesquisa com metapopulações simplifica a paisagem em manchas com diferentes níveis de qualidade. Como o modelo de seleçãor/K, o modelo de metapopulações pode ser usado para explicar a evolução da história de vida, como a estabilidade ecológica da metamorfose dos amfibios, que deslocam nos estágios de vida de manchas aquáticas para manchas terrestres. Na terminologia de metapopulação existem emigrantes (indivíduos que deixam um fragmento), imigrantes (indivíduos que se movem nos fragmentos) e os sítio (site) são classificados ou como fontes ou sumidouros. Um sítio (site) é um termo genérico que se refere a lugares onde as amostras das populações, tais como lagoas ou definidas áreas de amostragem em uma floresta. Sítios fontes são locais produtivos que geram uma oferta sazonal de organismos jovens que migram para outros fragmentos. Sítios sumidouros são locais improdutivos que só recebem os migrantes e estes vão se extinguir a menos que resgatados por um sítios fonte adjacentes ou as condições ambientais tornam-se mais favoráveis. Modelos de metapopulação examinar a dinâmica dos fragmentos ao longo do tempo para responder perguntas sobre ecologia espacial e demográfica. A ecologia de metapopulações é um processo dinâmico de extinção e colonização. Pequenos fragmentos de menor qualidade são mantidos ou resgatados por um fluxo sazonal de novos imigrantes. Uma estrutura de metapopulação dinâmica evolui de ano para ano, onde alguns fragmentos são sumidouros em anos secos e se tornam fontes de quando as condições são mais favoráveis. Ecologistas utilizam uma mistura de modelos de computador e estudos de campo para explicar a estrutura das metapopulações.

### Ecologia de comunidades
Ecologia de comunidade examina como as interações entre espécies e seu ambiente que afeta a abundância, distribuição e diversidade de espécies dentro das comunidades.

Johnson & Stinchcomb:250
Ecologia de comunidades é uma subdisciplina da ecologia que estuda a distribuição, abundância, demografia e interações entre populações coexistentes. Um exemplo do um estudo na ecologia de comunidades medida da produção primária em uma área alagada em relação as taxas de decomposição em consumo. Isto requer o entendimento da conexão da comunidade entre plantas (produtores primários) e os decompositores (fungos e bactérias). ou a analise da dinâmica predador presa afetando a biomassa de anfíbios. Teias alimentares e níveis tróficos são dois modelos conceituais bastante utilizados para explicar a ligações entre espécies.

### Teias alimentares
Teias alimentares são um tipo de mapa conceitual que ilustra os caminhos ecológicos reais, usualmente começando com a energia solar sendo usado pelas plantas durante a fotossíntese. As plantas crescem acumulando carboidratos que são consumidos pelos herbívoros. Passo a passo as linhas ou relações são elaboradas até uma teia de vida ser ilustrada.

Teia alimentar de ecossistema aquático de água doce e terrestre

Existem diferentes dimensões ecológicas que podem ser mapeados para criar teias alimentares mais complicadas, incluindo: composição de espécies (Tipo de espécies), riqueza de espécies (número de espécies), biomassa (o peso seco de plantas e animais), produtividade (taxa de conversão de energia e nutrientes em crescimento) e estabilidade (teias alimentares ao longo do tempo). Um diagrama ilustrando a composição da teia alimentar mostra como uma mudança em uma única espécies pode diretamente ou indiretamente influenciar muitas outras espécies.
Estudos de microcosmos são usados para simplificar as pesquisas com teias alimentares em unidades semi isoladas como pequenas molas, logs decadentes, e experimentos de laboratório usando organismos que se reproduzem rapidamente, como as Daphnia alimentando-se de algas em ambientes controlados. Princípios adquiridos em teias alimentares de modelos experientais de microcosmos são usados para extrapolar pequenas cinceitos dinâmicos em grandes sistemas. Food-chain length is another way of describing food-webs as a measure of the number of species encountered as energy or nutrients move from the plants to top predators.:269
Existem diferentes formas de cálculo de comprimento cadeia alimentar, dependendo do que os parâmetros da dinâmica da cadeia alimentar estão sendo considerados: conectância, energia ou interação. Em um simples exemplo de predador presa, um cervo é um passo removido em come plantas (comprimento de cadeia = 1) e um lobo que come o cervo é dois passos removido (comprimento de cadeia = 2). A quantidade relativa ou a força de influência que estes parâmetros são as questões acessadas da cadeia alimentar sobre:
- a identidade ou existência de poucas espécies dominantes (chamados interatores forte ou espécies-chave)
- o número total de espécies e comprimento da cadeia alimentar (incluindo muitas interações fracas) e
- como a estrutura da comunidade, função e estabilidade é determinada.[99]

### As condições Físicas e a Disponibilidade de  Recursos
As condições e recursos são dois fatores que determinam qual será o habitat dos organismos. Condições, são características físicas e químicas do ambiente, um elemento importante na diferenciação de condições e recursos é que as condições não diminuem pelas atividades dos indivíduos, já os recursos são consumidos pelos seres vivos. A partir daí surge um fator determinante, há uma competição interespecífica ou intraespecífica para obtenção de determinado recurso.

### Dinâmica trófica
Links na teia alimentar primeiramente conectam relações alimentares entre espécies. Biodiversidade dentro do ecossistema pode se organizar em dimensões verticais e horizontais. A dimensão vertical representa as relações alimentares da base da cadeia alimentar até os predadores de topo. A dimensão horizontal representa a abundancia relativa ou biomassa de casa nível Quando a abundancia relativa ou biomassa de cada grupo alimentar é empilhada em seus respectivos grupos tróficos eles naturalmente formam uma espécie de ‘piramide de números’. Grupos funcionais são amplamente categorizados como autotróficos (ou produtores primários), heterotríficos (ou consumidores), e detritívoros (ou decompositores). Heterotrófagos podem ser subdivididos em diferentes grupos funcionais, incluindo: consumidores primários (herbívoros), consumidores secundários (predadores que consomem exclusivamente herbívoros) e consumidores terciários (predadores que consomem tanto herbívoros quanto outros predadores). Onívoros não se encaixam perfeitamente nessas categorias funcionais porque consomem tanto tecidos vegetais e tecidos animais. Tem sido sugerido, entretanto, que os onívoros têm uma maior influência funcional como predadores, porque em relação aos herbívoros são relativamente ineficientes na pastagem.
Ecólogos coletam dados em níveis tróficos e teias alimentares para modelar estatisticamente e calcular parâmetros matemáticos, tais como aqueles usados em outros tipos de análise de rede, para estudar os padrões emergentes e propriedades compartilhadas entre os ecossistemas. O arranjo piramidal emergente de níveis tróficos com quantidades de transferência de energia diminuindo à medida que as espécies se tornam mais distantes da fonte de produção é um dos vários padrões que repetem entre os ecossistemas. O tamanho de cada nível trófico na pirâmide geralmente representa a biomassa, que pode ser medida como o peso seco dos organismos. Autótrofos podem ter a maior proporção mundial de biomassa, mas eles são rivalizados de perto ou mesmo superados pelos microrganismos.
A decomposição da matéria orgânica morta, como folhas caindo no chão da floresta, se transforma em solo que a alimenta a produção de plantas. A soma total dos ecossistemas do planeta terra é chamado de pedosfera, onde é encontrada uma proporção muito grande da biodiversidade. Invertebrados que se alimentam e rasgam folhas maiores, por exemplo, criar pequenos pedaços que alimentam organismos menores na cadeia de alimentação. Coletivamente, estes são os detritívoros que regulam a formação do solo. As raízes das árvores, fungos, bactérias, minhocas, formigas, besouros, centopéias, mamíferos, aves, répteis e anfíbios todo o contribuem para criar a cadeia trófica da vida nos ecossistemas do solo. Como organismos se alimentam e deslocam fisicamente materiais para solos, este processo ecológico importante é chamado bioturbação. Biomassa de microrganismos do solo são influenciadas por feedback (retroalimentantação) na dinâmica trófica da superfície solar exposta. Estudos paleecológicos de solos colocam a origem da bioturbação a um tempo antes do período Cambriano. Outros eventos, como a evolução das árvores e anfíbios no período devoniano teve um papel significativo no desenvolvimento dos solos e trofismo ecológico.
Grupos tróficos funcionais separam hierarquicamente em uma piramide trófica porque requerem adaptações especializadas para realizar fotossíntese ou predação, mas raramente são eles tem uma combinação de ambas habilidades funcionais. Isso explica por que adaptações funcionais em trofismo organizam diferentes espécies emergente em um grupo funcional. Níveis tróficos são parte de um holístico ou complexo sistema visto no ecossistema. Cada nível trófico contém espécies independentes que se agrupam, porque compartilham funções ecológicas comuns. Agrupamento de espécies funcionalmente similar em um sistema trófico dá uma imagem macroscópica do amplo design funcional.
Links em uma teia alimentar ilustram diretas relações tróficas entre espécies, mas podem também efeitos indiretos que podem alterar a abundancia, distribuição ou biomassa do nível trófico. Por exemplo, predadores comendo herbívoros indiretamente influenciam a controle e regulação da produção primária nas plantas. Embora predadores não comem plantas diretamente, eles regulam a população de herbívoros que diretamente são ligados diretamente as plantas. A rede de relações de efeitos diretos e indiretos é clamada de cascata trófica. Cascata trófica são separadas em cascatas a nível de espécie, onde apenas um subconjunto da dinâmica da teia alimentar é impactado por uma mudança no número da população, e cascadas ao nível de comunidade, onde uma mudança no número da população pode ter um efeito dramático na teia alimentar inteira, como a distribuição de biomassa de plantas.

### Espécies chaves
Uma espécie chave é uma espécie que ocupa um papel particularmente forte ou central em uma teia alimentar. Uma espécie chave ocupa um papel desproporcional em manter processos ecológicos. A perda de uma espécie chave resulta na extinção de outras espécies e um efeito cascata alterando o dinâmica trófica e conexões na teia alimentar. Espécies chaves, como os engenheiros de ecossistemas, tem um papel estruturador, apesar de ter níveis relativamente baixos de representação da biomassa na pirâmide trófica. Lontras do mar (Enhydra lutris) são um exemplo clássico de espécies chave porque limitam o densidade de ouriços que se alimentam de algas. Se as lontras são removidas do sistema, os ouriços pastam até que as algas marinha desaparecer e isso tem um efeito dramático na estrutura da comunidade. A caça de lontras do mar, por exemplo, é considerado em ter indiretamente levado a extinção do dugongo-de-steller (Hydrodamalis gigas). Enquanto o conceito de espécies chaves tem sido muito usado como uma ferramenta de conservação biológica, ele foi criticado por estar mal definido. Diferentes ecossistemas expressam diferentes complexidades e por isso é
claro como aplicável que o modelo de espécies chave pode ser aplicado.

### Bioma e biosfera

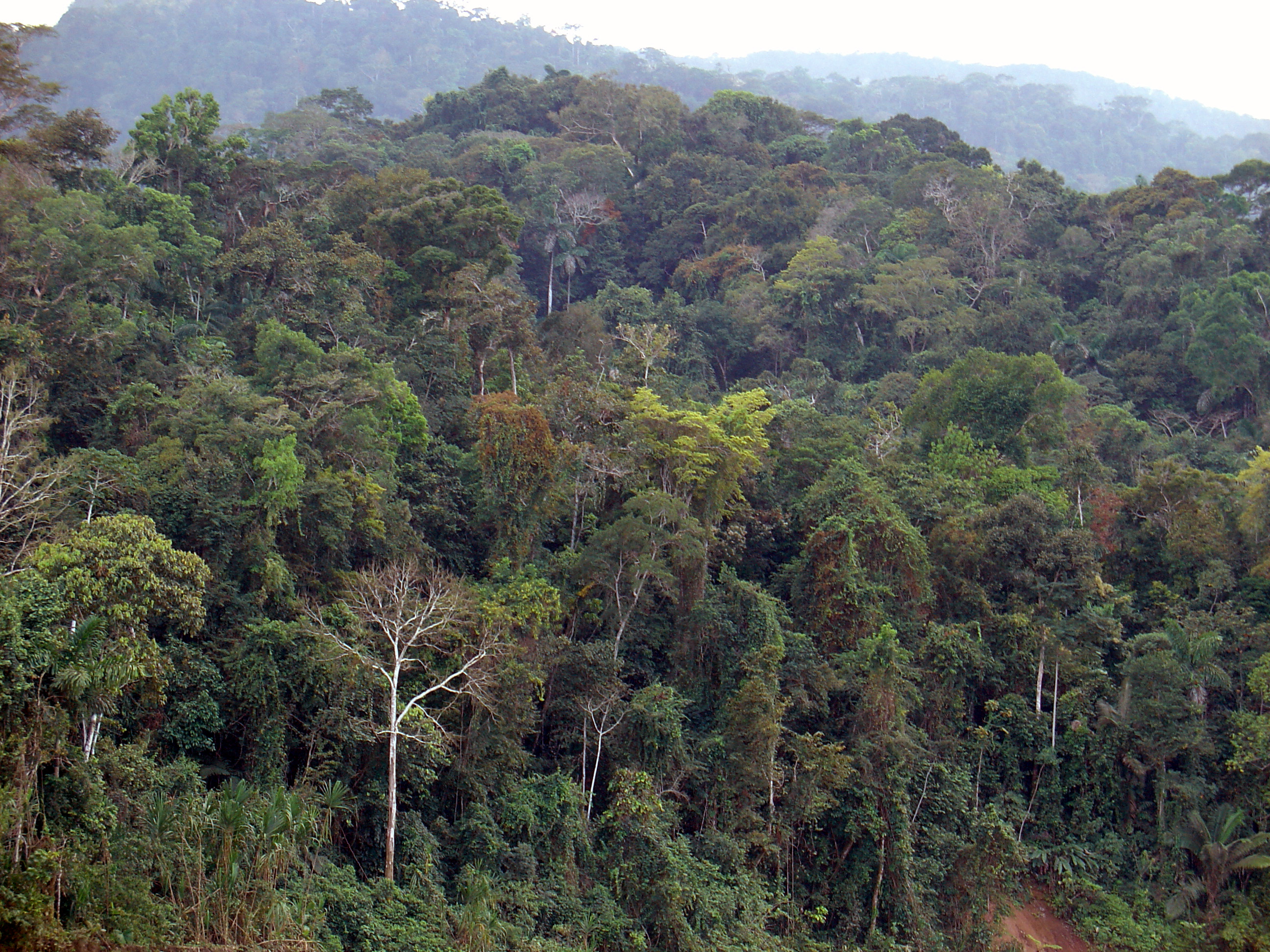
Uma floresta tropical chuvosa no Peru, um exemplo de bioma.

Unidades ecológicas de organização são definidas através de referência de algumas magnitudes de espaço e tempo no planeta. Comunidades de organismos, por exemplo, são muitas vezes arbitrariamente definidas, mas os processos de vida interagem com os diferentes níveis e organizam em conjuntos mais complexos.
Biomas, por exemplo, são uma grande unidade de organização que categorizam regiões de ecossistemas da Terra, de acordo com a fisionomia e composição da vegetação. Diferentes pesquisas tem aplicados diferentes métodos para definir limites continentais de domínios de biomas, por diferentes tipos de função da comunidade de vegetação, que são limitada na distribuição do clima, precipitação e outras variáveis ambientais. Exemplos de nomes de biomas incluem: florestas tropicais, florestas temperadas decíduas, taiga, tundra, desertos quentes e desertos polares. Outras pesquisas tem recentemente iniciado a categorizar outros tipos de biomas, como microbioma humano e oceânico. Para os microrganismos o corpo humano é o habitat e uma paisagem. O microbioma tem sido descoberto através de avanços na genética molecular, revelando uma desconhecida riqueza de microorganismos no planeta. O microbioma oceânico desempenha um significante papel na ecologia biogeoquímica dos oceanos.
A maior escala de organização ecológica é a biosfera.  A biosfera é a soma total dos ecossistemas do planeta. Relações ecológicas regulam o fluxo de energia, nutrientes e clima, todos subindo até a escala planetária. Por exemplo, a história dinâmica da composição de CO2 e O2 na atmosfera foi em grande parte por fluxos de gases biogênicos provenientes da respiração e fotossíntese, com níveis flutuando no tempo em relação a ecologia e evolução dos animais e plantas. Quando partes de subcomponetes são organizadas em um todo, muitas vezes propriedades emergentes descrevem a natureza do sistema. Teorias ecológicas tem sido usadas para explicar os fenômenos emergentes de auto regulação na escala planetária. Isso é conhecido como Hipótese Gaia. The Gaia hypothesis is an example of holism applied in ecological theory. A ecologia do planeta age como uma única unidade regulatória e holística chamada de hipótese Gaia. A hipótese Gaia afirma que existe um feedback emergente gerado pelo metabolismo dos organismos vivos que mantem a temperatura da Terra e condições da atmosfera dentro de uma estreita escala de tolerância auto regulável.

## Respostas dos animais à temperatura ambiental

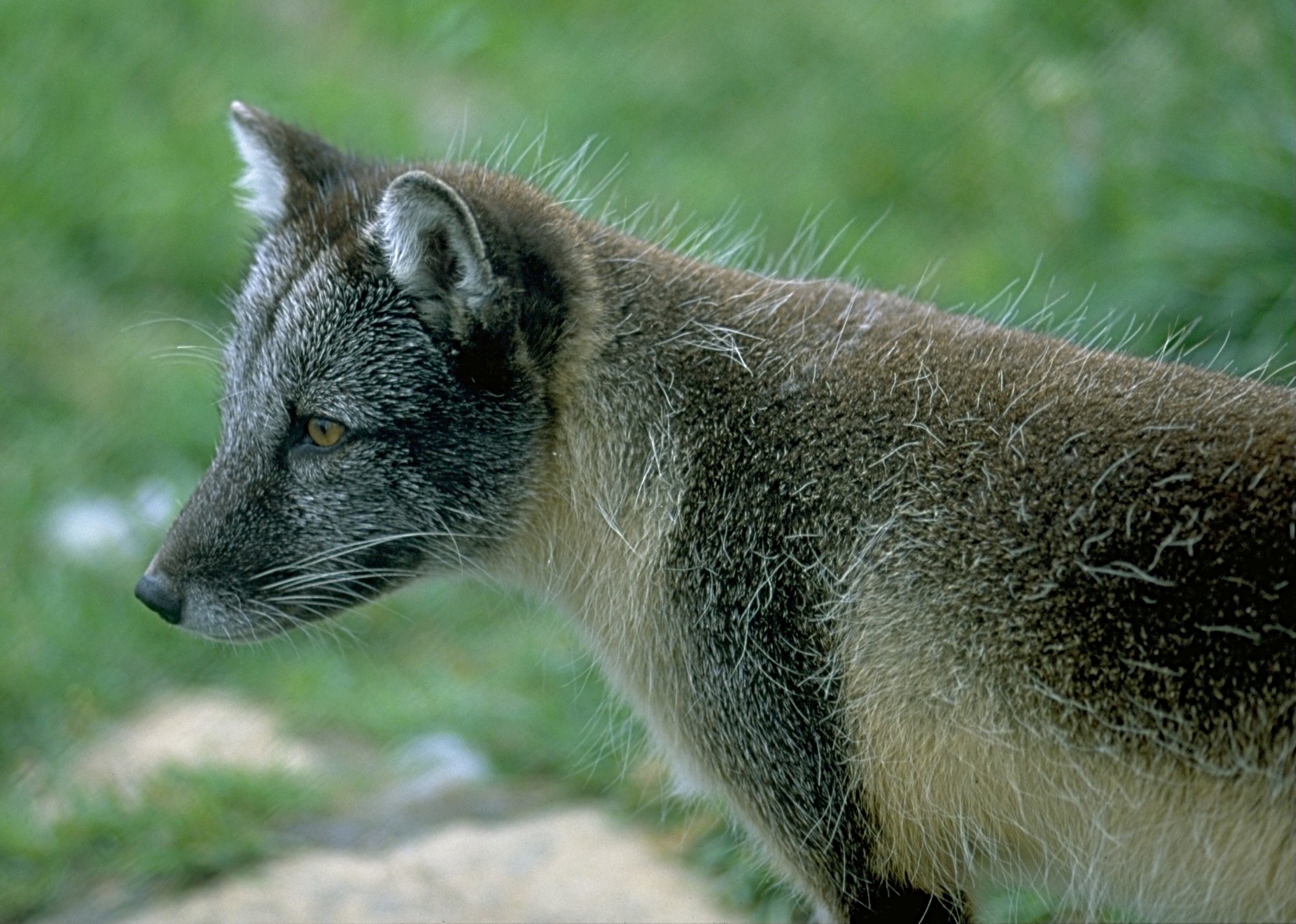
Raposa do ártico no verão

A maioria dos seres vivos presentes nos mais diversos ambientes são ectodérmicos, ou seja, precisam de fontes externas de calor para regularização do seu metabolismo. Os endotérmicos por sua vez, necessitam de uma grande carga de energia para a manutenção da sua temperatura corporal já que, estes não regulam sua temperatura interna dependendo apenas do ambiente, porém os endotérmicos apresentam algumas vantagens quando se refere a mobilidade dos seus indivíduos, já que, estes não estão tão interligados ao ambiente, isso ajuda bastante na fuga dos predadores e também na obtenção de recursos, visto que essas espécies requerem uma grande quantidade de alimento para suprir suas necessidades. De acordo com a sazonalidade de determinados habitats, onde em um mesmo ano o ser vivo pode ficar exposto a temperaturas negativas em um período, e em outro à temperaturas bastante elevadas, surgiram-se ao longo do tempo vantagens evolutivas que permitiram a esses animais se adequarem ao clima predominante em um determinado momento, um exemplo desse avanço evolutivo é a raposa do ártico onde este apresenta uma pelagem espessa e branca (proteção e camuflagem) no inverno e fina e marrom no verão.

## Migração

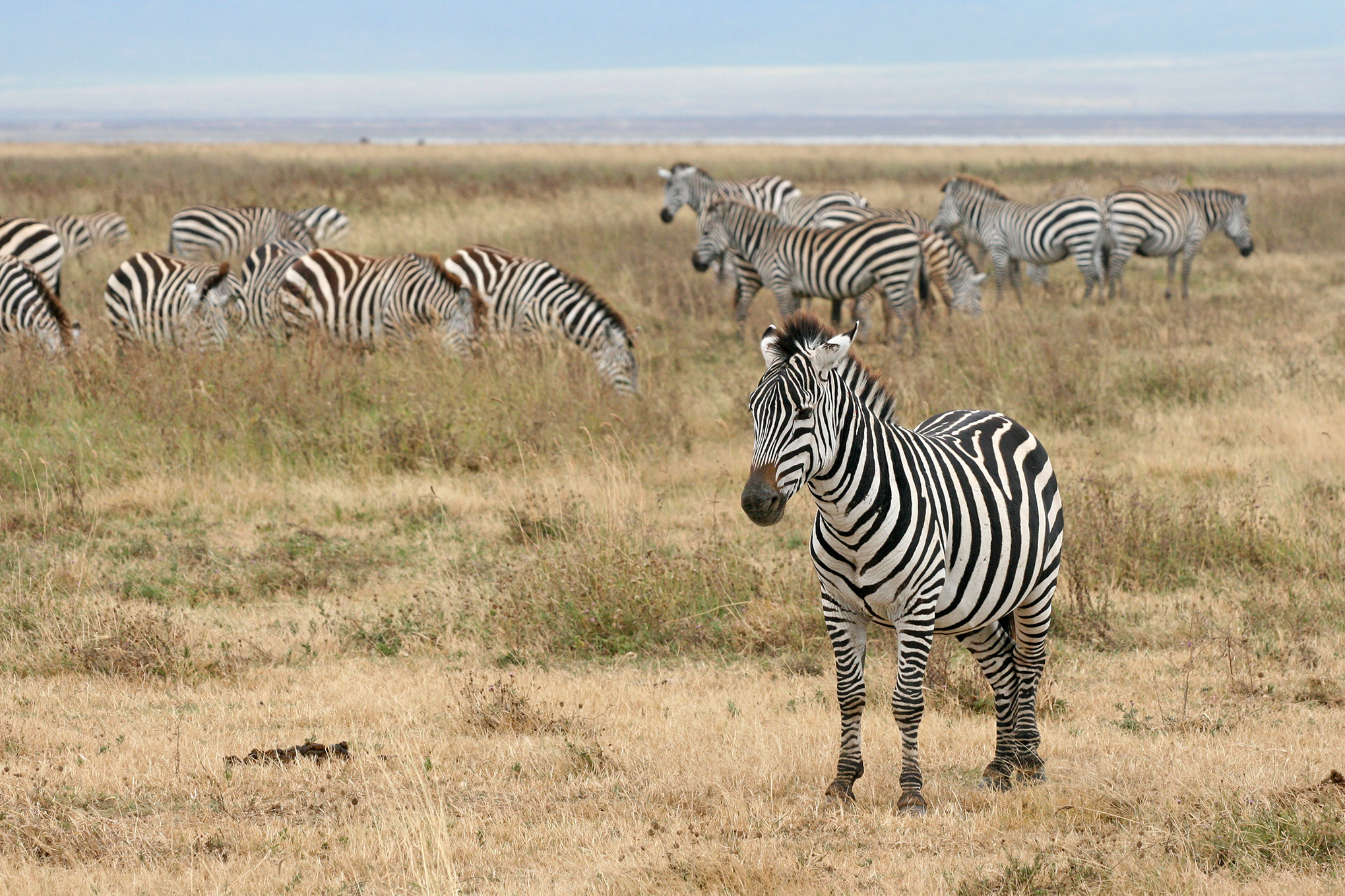
A zebra é um dos exemplos de espécies migratórias

A migração é um conceito de constante movimentação de massas de populações. Esses movimentos são incentivados pela busca de recursos tais como: água, alimento e/ou acasalamento, temperatura, e/ou para fugirem de inimigos que se instalaram no seu biótopo, normalmente em busca de melhores condições de vida. Geralmente a estadia dessas espécies migratórias nestes habitats são passageiras, já que, devido ao grande número de indivíduos, estes ambientes não são capazes de suprir as necessidades desse grupo por muito tempo, estimulando novas migrações, o que irá depender também da sazonalidade de determinada região. Tais fatos alteram a constituição gênica de uma população que adquire e desenvolvem novas características necessárias para a sobrevivência em determinados territórios.
sites
animal, migração.1 fot., color. In Britannica Escola Online. Web, 2013. Disponível em:, Acesso em: 13 de abril de 2013.
Livro
RIDLEY, Mark. Evolução. 3a. ed. Porto Alegre: ArtMed Editora, 2006.

## Ecologia e evolução
Ecologia e evolução são consideradas disciplinas irmãs, sendo ramos da ciência da vida. Seleção Natural, Historia de vida, desenvolvimentos, adaptação, populações, e herança estão presentes em teorias evolutivas e ecológicas.  Morfologia, comportamento e/ou traços genéticos, por exemplo, podem ser mapeados em árvores evolutivas para estudar a desenvolvimento histórico da espécie e também organizar a informação em relação a adaptações ecológicas. Em outras palavras, adaptação é explicada em relação a origem histórica de traços e condições ecológicas e que está sujeita a forças da seleção natural. Nesse quadro, ferramentas analíticas de ecólogos e evolucionistas se sobrepõem para organizar, classificar e investigar a vida por meio de princípios sistemáticos comuns, como filogenéticos ou taxonômicos de Lineu As duas disciplinas frequentenmente aparecem juntas como no título do jornal Trends in Ecology and Evolution. Não há uma fronteira nítida que separa a ecologia da evolução e que diferem suas áreas de aplicação. Ambas as disciplinas descobrem e explicam emergentes e únicos processos que operam em diferentes escalas espaciais e temporais da organização. Embora a fronteira entre a ecologia e evolução nem sempre é clara, é óbvio que os ecólogos estudam os fatores abióticos e bióticos que influenciam o processo evolutivo.